# Première Division (Gabon)
Lo Première Division, per esteso Championnat National Division 1 o semplicemente Division 1, è la massima competizione calcistica del Gabon, istituita nel 1968 dalla Federazione calcistica del Gabon (FEGAFOOT).

## Albo d'oro
- 1968:  Olympique Sportif
- 1969:  Aigle Royal
- 1970:  Aigle Royal
- 1971:  Solidarité
- 1972:  Olympique Sportif
- 1973:  AS Police
- 1974:  Zalang COC
- 1975:  Petrosport
- 1976:  Vantour Mangoungou
- 1977:  Vantour Mangoungou
- 1978:  FC 105 Libreville
- 1979:  Anges ABC
- 1980:  USM Libreville
- 1981:  USM Libreville
- 1982:  FC 105 Libreville
- 1983:  FC 105 Libreville
- 1984:  Sogara (Port-Gentil)
- 1985:  FC 105 Libreville
- 1986:  FC 105 Libreville
- 1987:  FC 105 Libreville
- 1988:  USM Libreville
- 1989:  Sogara
- 1990:  JAC
- 1991:  Sogara
- 1992:  Sogara
- 1993:  Sogara
- 1994:  Sogara
- 1995:  Mangasport
- 1996:  Mbilinga
- 1997: non disputato[1]
- 1998 :  FC 105 Libreville
- 1999 :  FC 105 Libreville
- 2000 :  Mangasport
- 2001 :  FC 105 Libreville
- 2002 :  USM Libreville
- 2003 :  Bitam
- 2004 :  Mangasport
- 2005 :  Mangasport
- 2006 :  Mangasport
- 2007 :  FC 105 Libreville
- 2008 :  Mangasport
- 2009 :  Stade Mandji
- 2010 :  Bitam
- 2011 :  Missile
- 2011-2012 :  Mounana
- 2012-2013 :  Bitam
- 2013-2014 :  Mangasport
- 2015 :  Mangasport
- 2015-2016 :  Mounana
- 2016-2017 :  Mounana
- 2018 :  Mangasport
- 2019 :  Cercle Mbéri
- 2020 : cancellato[2]
- 2022 :  Stade Mandji
- 2022-2023 : cancellato  [3]
- 2024 : non disputato
- 2024-2025 :  Mangasport

## Vittorie per squadra
| Squadra                         | Città       | Vittorie | Anni                                                             |
| ------------------------------- | ----------- | -------- | ---------------------------------------------------------------- |
| FC 105 Libreville (ASMO/FC 105) | Libreville  | 11       | 1978, 1982, 1983, 1985, 1986, 1987, 1997, 1998, 1999, 2001, 2007 |
| Mangasport                      | Moanda      | 10       | 1995, 2000, 2004, 2005, 2006, 2008, 2014, 2015, 2018, 2025       |
| Sogara                          | Port-Gentil | 6        | 1984, 1989, 1991, 1992, 1993, 1994                               |
| USM Libreville                  | Libreville  | 4        | 1980, 1981, 1988, 2002                                           |
| Bitam                           | Bitam       | 3        | 2003, 2010, 2013                                                 |
| Mounana                         | Libreville  | 3        | 2012, 2016, 2017                                                 |
| Olympique Sportif               | Libreville  | 2        | 1968, 1972                                                       |
| Vantour Mangoungou              | Libreville  | 2        | 1976, 1977                                                       |
| Aigle Royal                     | Libreville  | 2        | 1969, 1970                                                       |
| Stade Mandji                    | Port-Gentil | 2        | 2009, 2022                                                       |
| Anges ABC                       | Libreville  | 1        | 1979                                                             |
| Cercle Mbéri                    | Libreville  | 1        | 2019c                                                            |
| JAC                             | Port-Gentil | 1        | 1990                                                             |
| Mbilinga                        | Port-Gentil | 1        | 1996                                                             |
| Petrosport                      | Port-Gentil | 1        | 1975                                                             |
| AS Police                       | Libreville  | 1        | 1973                                                             |
| Solidarité                      | Libreville  | 1        | 1971                                                             |
| Zalang COC                      | Libreville  | 1        | 1974                                                             |
| Missile                         | Libreville  | 1        | 2011                                                             |